# Sergio del Molino Molina
Sergio del Molino Molina (Madrid, 16 d'agost de 1979) és un escriptor i periodista espanyol, conegut fonamentalment per la novel·la La hora violeta, on narra la malaltia i mort del seu fill Pablo. L'obra va obtenir el 2013 els premis «El Ojo Crítico de narrativa» de RNE i el XXXV «Premio Tigre Juan», ex aequo amb l'obra de Marta Sanz Daniela Astor y la caja negra. Com a periodista, va ser reporter del diari Heraldo de Aragón i actualment col·labora com a columnista en aquest i en altres mitjans escrits i audiovisuals.

## Trajectòria
El 2009 va debutar amb el volum de relats breus Malas influencias, i aquest mateix any va publicar l'assaig Soldats en el jardí de la pau una recerca en clau de reportatge periodístic sobre la colònia alemanya instal·lada a Saragossa, ciutat en la qual resideix. El 2011 va aparèixer El restaurante favorito de Nina Hagen, una antologia de cròniques i peces periodístiques en clau personal.
La publicació, el 2012, d'una primera novel·la, No habrá más enemigo, va suposar un primer salt qualitatiu en la seva carrera literària. Ben rebuda per la crítica, l'obra va ser un dels deu títols més recomanats pels llibreters espanyols de la Confederació Espanyola de Gremis i Associacions de Llibreters (CEGAL) al mes de maig de 2012. El maig de 2013, la revista El Cultural va seleccionar Sergio del Molino com un dels dotze novel·listes espanyols menors de quaranta anys amb més perspectives, segons una llista elaborada per vint-i-cinc crítics i escriptors. Però ha estat La hora violeta la novel·la que més impacte va tenir. «La literatura del dolor i el relat de no-ficció s'enriqueixen notablement a partir d'aquest moment amb l'obra de Sergio del Molino». «Narració i reflexió alternen en unes pàgines travessades per la pena que, paradoxalment, transmeten una mescla d'angoixa i pau». A la primavera de 2016 publica La España vacía, un assaig sobre les arrels del desequilibri entre el camp i la ciutat i sobre com afecta la despoblació de l'Espanya interior. El mateix any, l'editorial Sellerio va traduir La Hora violeta en italià. El seu assaig Lugares fuera de sitio (Premi Espasa) va rebre crítica pel seu atac sense matisos «amb paraules molt gruixudes i extemporànies» contra Joan Fuster i per no comprendre la pluralitat del país.

## Antologies
- Madrid, Nebraska. EE.UU en el relato español del siglo XXI (en castellà). Edició i pròleg de Sergi Bellver.  Bartleby, 2014.[8]